# Svarn litván nagyfejedelem
Svarn vagy Svarno Danyilovics (ukránul Шварно Данилович, litvánul Švarnas); kb. 1230 – kb. 1269) Holm fejedelme és Litvánia nagyfejedelme 1267-1269 között.

## Neve
Svarnról csak kevés információ áll rendelkezésre, még a neve is bizonytalan, több változatban említik. A Litván krónika 1420-as első kiadása még Skvarno néven ismeri, de a későbbi kiadások Skirmontként vagy Skirmuntként emlegetik, ami talán a litván Skirmantas szláv változata. A kortárs források a keresztségben kapott nevén Ioannként is hivatkoznak rá. A mai irodalomban a litván szerzők Švarnas, az ukránok és lengyelek Svarno (Шварно, ill. Szwarno), az oroszok és beloruszok Svarn (Шварн) néven hivatkoznak rá, ami feltehetően a Szvaromir becezése volt.

## Élete
Svarn Danyiil halics-volhíniai fejedelem és Anna Msztyiszlavna szmolenszki hercegnő harmadik fia volt. 1230 körül született, 2-3 évvel legidősebb bátyja, Lev születése után. 1245-ben apja oldalán részt vett a magyar és lengyel csapatok által is támogatott Rosztyiszláv kijevi fejedelem támadásának elhárításában Jaroszlav városánál.
Halics ebben az időben sokat háborúzott Mindaugas litván királlyal, de 1255-ben kibékültek egymással és a szerződés biztosítékaként Svarn feleségül vette a litván uralkodó lányát. Svarn ezután a litvánok szövetségeseként több lengyel hadjáratban vett részt. Már 1255-ben kifosztották Lublint, 1262-ben pedig nagy sereggel indultak Mazóviába. Elfoglalták Plock városát a Jazdówban (a mai Varsó) ostrom alá fogták I. Siemowit mazóviai herceget (aki egyébként Svarn nővérét vette feleségül, így sógorok voltak). A várost árulás révén elfoglalták és a herceget megölték (egy verzió szerint maga Svarn gyilkolta meg) fiát pedig fogságba ejtették. A lengyel király segédcsapatai későn érkeztek és a litván-halicsi sereg 1262. augusztus 5-én Długosiodłónál szét is verte őket.
1263-ban két herceg meggyilkolta Mindaugas királyt és egyikük, Treniota magához ragadta a trónt. Svarn a sógorát, Mindaugas fiát, Vaišelgát támogatta és 1264-ben sikerült legyőzniük és megölniük Treniotát. Az új nagyfejedelem Vaišelga lett.
1264-ben meghalt Danyiil fejedelem és Halics-Volhínia fiaira szállt. Halics városa Levé lett, míg Svarn Holm és Dragicsin városokat örökölte. Svarn azonnal újabb támadást intézett Kis-Lengyelország ellen, ám ezúttal kevésbé volt sikeres. Néhány kisebb várost sikerült kifosztani, de V. Boleszló még ebben az évben szétszórta jatving szövetségeseit, egy évvel később pedig Wrotánál legyőzte Svarn és nagybátyja, Vaszilkó volhíniai fejedelem egyesített csapatait.
Vaišelga 1267-ben lemondott a litván trónról és visszavonult szerzetesnek, a hatalmat pedig átadta Svarnnak. Litvániai uralkodásának részleteit nem ismerjük de valószínűleg nem sikerült igazán megvetnie a lábát az országban, különösen miután a következő évben Lev bátyja meggyilkolta Vaišelgát.
1269-ben meghalt nagybátyja és legfőbb támogatója, a volhíniai Vaszilkó és ezután nem sokkal, valamikor 1269 és 1271 között Svarn is elhunyt Holmban; nem tudjuk, hogy természetes módon vagy megölték. Holttestét a helyi ortodox bazilikában helyezték el. A litván trónt Traidenis herceg ragadta el, Svarn halicsi birtokait pedig bátyja, Lev örökölte.

## Fordítás
- Ez a szócikk részben vagy egészben  a(z)   Шварн című orosz Wikipédia-szócikk ezen változatának fordításán alapul.  Az eredeti cikk szerkesztőit annak laptörténete sorolja fel. Ez a jelzés csupán a megfogalmazás eredetét és a szerzői jogokat jelzi, nem szolgál a cikkben szereplő információk forrásmegjelöléseként.
- Ez a szócikk részben vagy egészben  a   Shvarn című angol Wikipédia-szócikk fordításán alapul.  Az eredeti cikk szerkesztőit annak laptörténete sorolja fel. Ez a jelzés csupán a megfogalmazás eredetét és a szerzői jogokat jelzi, nem szolgál a cikkben szereplő információk forrásmegjelöléseként.